# Cambarincola chirocephala
Cambarincola chirocephala är en ringmaskart som beskrevs av Ellis 1919. Cambarincola chirocephala ingår i släktet Cambarincola och familjen Cambarincolidae. Inga underarter finns listade i Catalogue of Life.